# Gabriel de Saint-Estève
Gabriel de Saint-Estève (né en Basse-Navarre vers 1645 et mort le 24 septembre 1707 à Saint-Lizier) est un ecclésiastique qui fut évêque de Couserans de 1680 à 1707.

## Biographie
Gabriel de Saint-Estève (francisation de Saint-Esteban) est issu d'une famille noble de Navarre, né dans le diocèse de Bayonne, il est le fils cadet de Jean, seigneur de Saint-Esteban, et de Marie Darmandaris. Un de ses frères est lieutenant dans les Gardes du corps du roi. Il commence ses études au collège des Jésuites de Pau où il fait un peu de théologie et les poursuit notamment pour la philosophie à Paris où il obtient une licence en théologie en 1669 mais pas d'autre diplôme. Il entre un an 1666-1667 au séminaire Saint-Sulpice, devenu curé de Saint-Étienne d'Auberoue dès 1665. Il est abbé commendataire de l'abbaye de Plaimpied (diocèse de Bourges) et de l'abbaye de Combelongue (diocèse de Couserans)
Il est nommé évêque de Couserans en 1680 et reçoit rapidement ses bulles de confirmation le 15 juillet car il est consacré en août de la même année par François de Harlay de Champvallon, l'archevêque de Paris . Il est l'un des députés de la province ecclésiastique d'Auch à l'Assemblée du clergé de 1682 et souscrit aux « quatre articles » d'inspiration gallicane.
Il retourne ensuite dans son diocèse montagnard où il ne joue plus aucun rôle dans la politique ecclésiastique, laissant peu d'informations sur son épiscopat jusqu'à sa mort le 24 décembre 1707 et son inhumation dans la cathédrale Notre-Dame-de-la-Sède de Saint-Lizier.